# Ріпне
Ріпне́ — село Калуського району Івано-Франківської області. Входить до складу Дубівської сільської громади.

## Географія

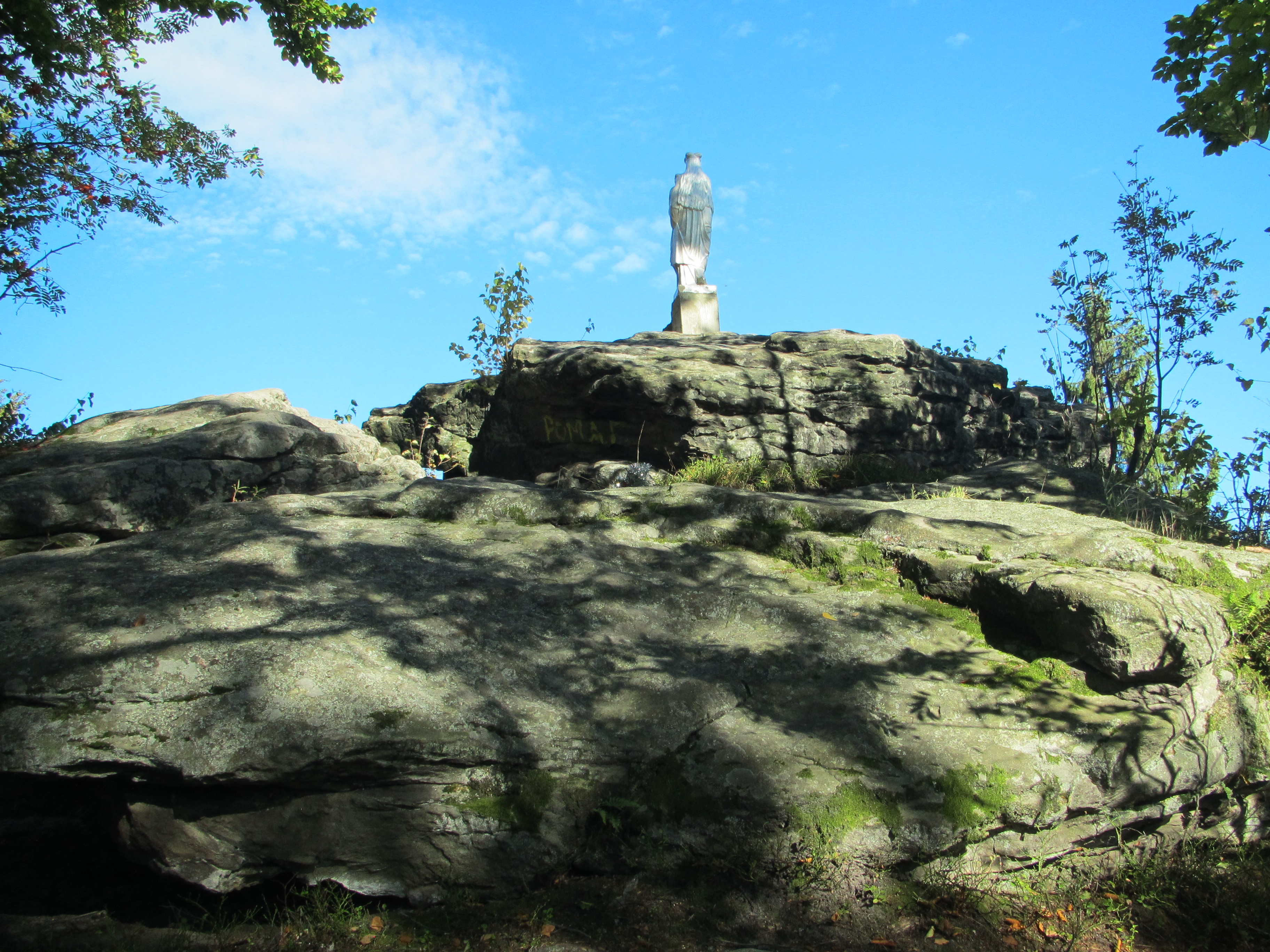
Ріпненський Камінь

Відстань до аеропорту — 68,2 км. Найближча автомагістраль Нижанковичі — Чернівці (відстань 20 км), залізнична станція Рожнятів Львівської залізниці — 21,1 км. На околиці села є маловідомі туристичні об'єкти — водоспад Підгуркало та Ріпненський Камінь.
Селом протікає потік Рипне.

## Історія
У 1648 році жителі села брали активну участь у народному повстанні, за що їх очікувала кривава розправа після відходу Хмельницького.
Церква Успіння Пресвятої Богородиці села Ріпне вперше згадується 1684 року про сплату 5 злотих катедратика (столового податку). Також згадується у реєстрі духовенства, церков і монастирів Львівської єпархії 1708 року.
У 1786 р. в селі було 50 хат і 268 мешканців.
В селі вперше на Рожнятівщині було започатковане нафтовидобування, спочатку колодязним способом. Перший колодязь для видобування нафти був викопаний там 1786 року. Згодом глибина тих «криниць» сягала 30 і більше метрів. Нафту з них черпали дерев'яними коновками (відрами). А з винаходом львівськими бляхарем Братковським та аптекарем Лукасевичем гасової лампи виникла потреба збільшення видобутку нафти. Наприкінці XIX ст. колодязний спосіб видобутку нафти почало витісняти буріння глибших свердловин. Перші бурові роботи в Ріпному розпочалися 1887 року, а вже в 1892 році тут діяло 11 свердловин, більшість з яких належала французькій фірмі «Альфа». 1934 року ріпнянський промисел досягає видобутку 22 528 тонн нафти і 13 420 тисяч кубометрів газу.
Нафтопромисел обслуговували: електростанція і дві механічні майстерні в Ріпному, водокачка в селі Слобода Дубенська (тепер — Підлісся), працював газоліновий завод. Дільниці промислу були в селі Небилові та в Перегінську в урочищі Башти. Звідси нафту возили в бочках у Креховичі на залізничну станцію. Туди ж самопливом трубопроводом надходила нафта з Ріпного.
У 1935 р. збудували стадіон.
У 1939 році в селі проживало 1730 мешканців (1125 українців, 600 поляків і 5 євреїв).

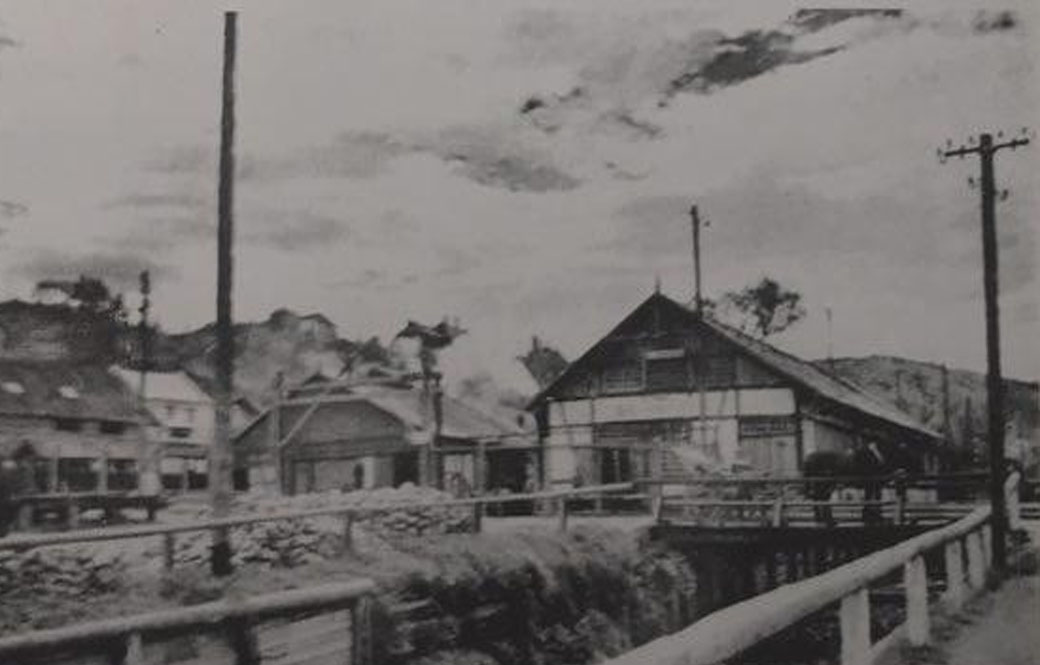
Майстерні села в 30-хх роках XX століття
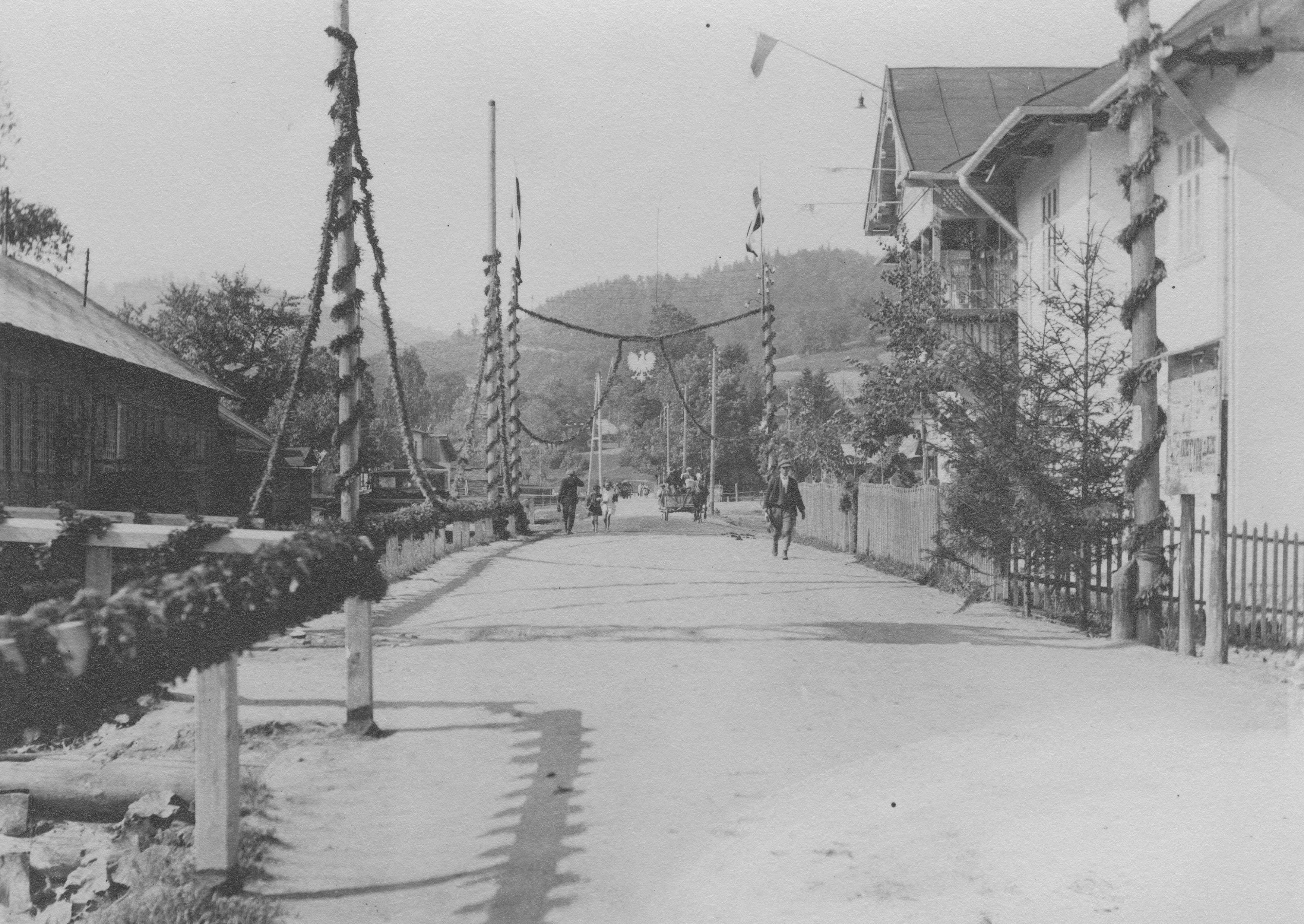
Головна вулиця села (1939 рік)
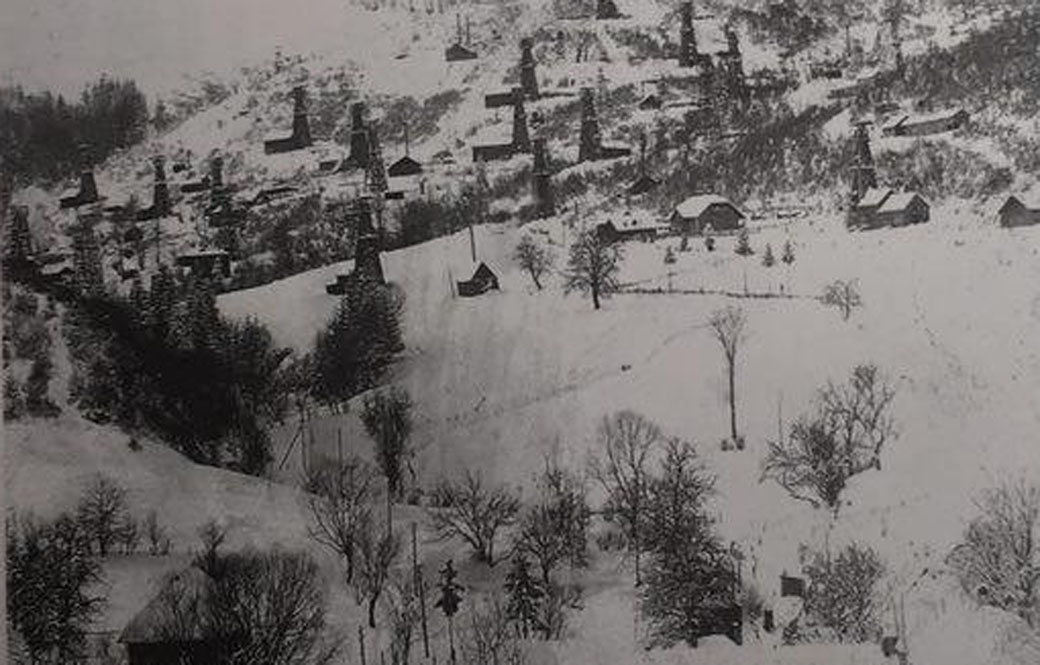
Нафтові вишки в 30-хх роках XX століття

### Мова
Розподіл населення за рідною мовою за даними перепису 2001 року:
| Мова            | Кількість | Відсоток |
| --------------- | --------- | -------- |
| українська      | 957       | 99.27%   |
| російська       | 6         | 0.63%    |
| інші/не вказали | 1         | 0.10%    |
| Усього          | 964       | 100%     |

## Відомі люди
- Юрій Михайлович Шумей (псевдо: «Хмель») (*1918 — †1992) — командир сотні УПА «Загроза».